# Theridion prominens
Theridion prominens är en spindelart som beskrevs av John Blackwall 1870. Theridion prominens ingår i släktet Theridion och familjen klotspindlar.
Artens utbredningsområde är Italien. Inga underarter finns listade i Catalogue of Life.